# Pristiphora robusta
Pristiphora robusta är en stekelart som först beskrevs av Friedrich Wilhelm Konow 1895.  Pristiphora robusta ingår i släktet Pristiphora, och familjen bladsteklar. Arten är reproducerande i Sverige.